# Livscykel
För en produkttyps livscykel, se produktcykel. För en produktindivids livscykel, se livscykelanalys.

De fyra huvudstadierna i en fjärils livscykel.

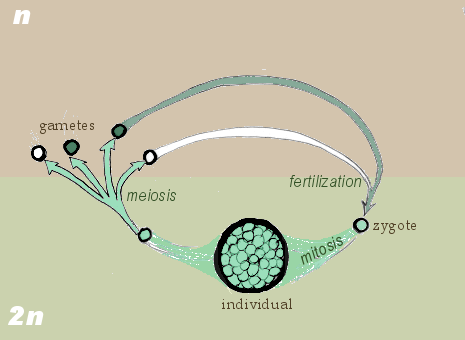
Diplontisk livscykel.

En organisms livscykel är alla de förändringar som den genomgår från födelse till död. Hos en del organismer är livscykeln kort och innefattar endast ett fåtal olika stadier, medan andra organismer kan ha en lång och komplicerad livscykel som sträcker sig över flera år. Två viktiga steg i en organisms livscykel oberoende av dess längd är det stadium där organismen genomgår utveckling och tillväxt och det stadium som innefattar reproduktion. 
En del organismer reproducerar sig endast en gång för att därefter dö. För sådana organismer markerar reproduktionen därmed fullbordan av livscykeln. Andra organismer har en livscykel med flera möjligheter att ge upphov till avkomma, genom att förmågan till reproduktion fortsätter, oftast genom hela livet.